# Joost van Dyk
 (décembre 2020).
Si vous disposez d'ouvrages ou d'articles de référence ou si vous connaissez des sites web de qualité traitant du thème abordé ici, merci de compléter l'article en donnant les références utiles à sa vérifiabilité et en les liant à la section « Notes et références ».
Joost van Dyk, parfois orthographié Joost van Dyke, était un corsaire néerlandais (et, semble-t-il, parfois pirate), et l'un des tout premiers colons européens installés dans les Îles Vierges britanniques au XVIIe siècle et qui avait établi les premières colonies de peuplement permanentes sur le territoire. Les îles de Jost Van Dyke et sa voisine plus petite, Little Jost Van Dyke (« Little Jost »), ainsi que la baie de Little Dix sur l'île de Virgin Gorda, portent son nom.

## Historique

### Colonie de Soper's Hole
Le début de l'histoire coloniale des Îles Vierges britanniques n'est pas particulièrement bien documenté. Cependant, il est connu que, pendant les premières années du XVIIe siècle, van Dyk avait créé une petite colonie à Soper's Hole dans le West End à Tortola, menant une carrière en tant que corsaire ou pirate et qu'il faisait du commerce avec les colons espagnols à Porto Rico en violation d'une concession papale faite aux Espagnols. Entre les raids, van Dyk et son équipe cultivaient du coton et du tabac. En 1615, la colonie de van Dyk avait été enregistrée dans les archives espagnoles et était composée de pirates néerlandais, français et anglais, qui avaient construit de petites défenses. À cette époque, le gouverneur espagnol de Porto Rico commençait à considérer van Dyk comme une menace potentielle pour les intérêts commerciaux espagnols de la région. Cependant, à l'époque, l'Espagne et la République des Provinces-Unies étaient soumises à une trêve contraignante. À la fin de la trêve, en 1620, van Dyk s'aperçut de sa vulnérabilité potentielle et construisit un fort en terre plus consistant à ce qui sera appelé plus tard Fort Recovery.

### Colonie de Road Town
En 1625, van Dyk est reconnu par la Compagnie néerlandaise des Indes occidentales comme le « parrain » privé de Tortola et a transféré ses opérations à Road Town (à cette époque simplement appelée « The Road » ). Au cours de la même année, van Dyk apporta un soutien limité (non militaire) à l'amiral néerlandais Boudewijn Hendricksz, qui mis à sac San Juan à Porto Rico (bien qu'il ne fut pas en mesure de prendre Fort San Felipe del Morro). En 1628, l'amiral néerlandais Piet Hein pilla la flotte de trésors espagnole et ces deux attaques incitèrent les Espagnols à des représailles.
En septembre 1625, les Espagnols menèrent un assaut sur l'île de Tortola, détruisant ses défenses et ses colonies naissantes. Joost van Dyk s'est lui-même échappé de l'île qui portera plus tard son nom et s'y est abrité des Espagnols. Il s'est ensuite installé sur l'île de Saint-Thomas jusqu'à ce que les Espagnols abandonnent leurs attaques et retournent à Porto Rico.

### Colonie de Baugher's Bay
En dépit de leur importance économique limitée, la Compagnie néerlandaise des Indes occidentales considérait toujours que les Îles Vierges avaient une valeur stratégique importante, car elles étaient situées à peu près à mi-chemin entre les colonies de la Compagnie néerlandaise des Indes occidentales au Brésil et La Nouvelle-Amsterdam (maintenant New York). Sous les ordres de Pieter Stuyvesant, directeur de la Compagnie néerlandaise des Indes occidentales, van Dyk construisit de grands entrepôts en pierre à Freebottom, près de Port Purcell (juste à l'est de Road Town), dans le but de faciliter les échanges de fret entre l'Amérique du Nord et du Sud.
Craignant la répétition de l'attaque récente, van Dyk érigea quelques petits travaux de terrassement et un fort doté de trois canons au-dessus de l'entrepôt, sur la colline où le fort George serait construit par les Anglais. Il a également construit une structure en bois pour servir de poste de guet au-dessus de Road Town sur le site qui deviendra le fort Charlotte.
Il a également stationné des troupes au donjon espagnol situé près de Pockwood Pond, qui sera connu plus tard au sous le nom de Fort Purcell.

### Colonie de Virgin Gorda
En 1631, la Compagnie néerlandaise des Indes occidentales s'intéresse au cuivre découvert sur Virgin Gorda et Joost van Dyk établit alors une autre colonie sur cette île, connue sous le nom de « Little Dyk's » (Little Dix, au XXIe siècle).

### Déclin de la Compagnie néerlandaise des Indes occidentales
Indépendamment de l'emplacement stratégique des colonies ou de la découverte de cuivre, les colonies de peuplement n'ont pas été un succès économique, et les preuves suggèrent que van Dyk a consacré la majeure partie de son temps à la piraterie. Le manque de prospérité du territoire reflétait le manque de succès commercial de la Compagnie néerlandaise des Indes occidentales dans son ensemble.
La Compagnie a changé de politique et a cherché à céder des îles telles que Tortola et Virgin Gorda à des particuliers en vue de leur colonisation et de la création de cases pour esclaves. L'île de Tortola a finalement été vendue à Willem Hunthum à un moment donné dans les années 1650, date à laquelle l’intérêt de la Compagnie sur le territoire prit effectivement fin.

### Décès
En septembre 1625, les relations entre Joost van Dyk avec les Îles Vierges britanniques prirent fin. On pense qu'il est décédé en 1631 ou après.